# Magos del Humor

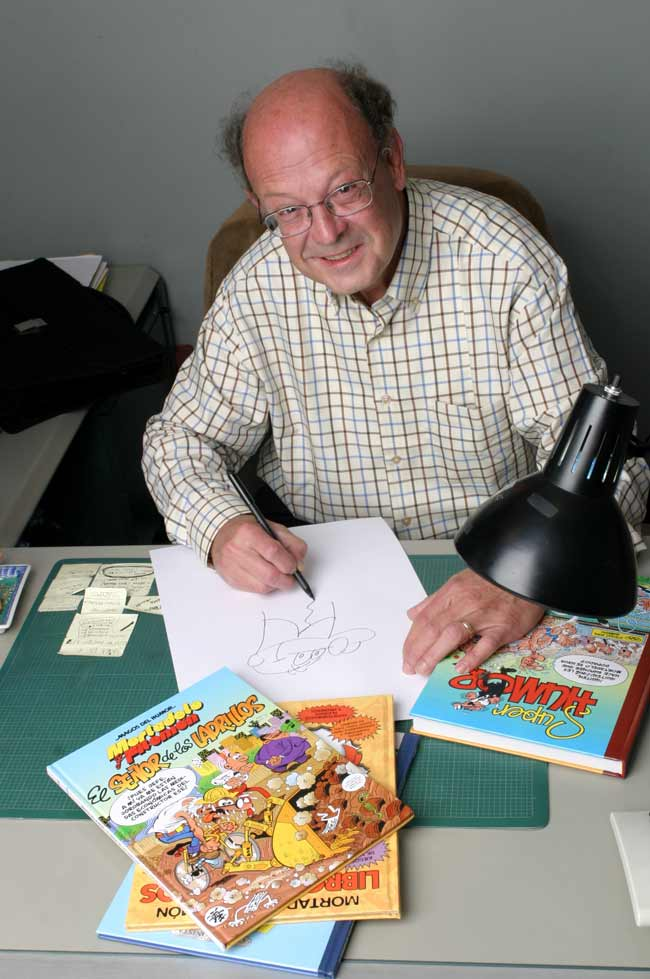
Ibáñez en el 2006, dibujando a Mortadelo y con un ejemplar de El Señor de los Ladrillos y otro de un tomo de Magos del Humor.

Magos del Humor es una colección de tomos recopilatorios de historietas primero de la Editorial Bruguera y más tarde de Ediciones B, con tres épocas bien diferenciadas:

## 1ª Época: 1971
Está compuesta por tomos de 400 páginas en color que recopilan varios números de la colección Olé!, al igual que la posterior Súper Humor (1975).

## 2ª Época: 1984
Son reediciones de Ases del humor, con nuevas portadas y un formato de 28×22 cm.

## 3ª Época: 1989
Tras hacerse cargo en 1987 de la colección Tope Guai! creada por Ediciones Junior un año antes, Ediciones B relanzó Súper Húmor (1987) y Magos del Humor (1989) con nuevos títulos.
Desde 2003, publica también una serie de Magos del Humor dedicada a los Simpsons.